# Belomitra quadruplex
Belomitra quadruplex is een slakkensoort uit de familie van de Belomitridae. De wetenschappelijke naam van de soort is voor het eerst geldig gepubliceerd in 1882 door Watson.